# Blastobasis acarta
Blastobasis acarta är en fjärilsart som beskrevs av Edward Meyrick 1911. Blastobasis acarta ingår i släktet Blastobasis och familjen förnamalar. Inga underarter finns listade i Catalogue of Life.